# 라우버호른
라우버호른(Lauberhorn)은 클라이네 샤이덱 북쪽의 벵엔과 그린델발트 사이에 위치한 스위스 베른 알프스에 있는 산이다. 그 정상은 해발 2,472m의 고도에 있다.

## 라우호른 스키 레이스
산은 매년 1월 중순에 벵엔에서 개최되는 라우버호른 월드컵(Lauberhorn World Cup) 알파인 스키 경주로 가장 잘 알려져 있다. 내리막 코스는 현재 (2016년 기준) 세계에서 가장 길다. 4.48km의 길이는 2분 30초의 실행 시간을 초래한다.
라우버호른 스키 경주(내리막, 슬라롬 및 복합)는 매년 약 30,000명의 관중을 끌어들이는 세계에서 가장 많은 인원이 참가하는 겨울 스포츠 이벤트 중 하나이다.
레이스는 두 개의 유명한 코스인 “라우버호른”(내리막)과 “멘리헨”(슬라롬)에서 개최된다.

## 같이 보기
- 스위스 알프스